# Heartbroken Chocolatier
Heartbroken Chocolatier (失恋ショコラティエ, Shitsuren Chocolatier) est un josei manga de Setona Mizushiro, prépublié dans les magazines Rinka et Monthly Flowers entre 2008 et 2014 et publié par l'éditeur Shōgakukan en neuf volumes reliés entre janvier 2009 et février 2015,. La version française est éditée par Kazé depuis février 2010.
Une adaptation en drama de onze épisodes est diffusée entre janvier et mars 2014 sur Fuji TV.

## Synopsis
Sohta est éperdument amoureux de sa copine Saeko, qui a une grande passion pour le chocolat. Lorsqu'elle le quitte la veille de la Saint-Valentin, il décide de partir en France pour devenir un grand chocolatier. Cinq ans plus tard, Sohta revient au Japon et reprend la boutique familiale pour en faire une chocolaterie : Choco la vie. Il espère ainsi reconquérir Saeko grâce à ses créations, mais quand il la retrouve enfin, celle-ci est sur le point de se marier...

## Liste des volumes
| no | Japonais          | Japonais          | Français          | Français          |
| no | Date de sortie    | ISBN              | Date de sortie    | ISBN              |
| -- | ----------------- | ----------------- | ----------------- | ----------------- |
| 1  | 9 janvier 2009    | 978-4-09-132260-9 | 11 février 2010   | 978-2-84965-746-1 |
| 2  | 10 décembre 2009  | 978-4-09-132824-3 | 8 juillet 2010    | 978-2-84965-858-1 |
| 3  | 10 décembre 2010  | 978-4-09-133464-0 | 16 juin 2011      | 978-2-82030-138-3 |
| 4  | 10 novembre 2011  | 978-4-09-134114-3 | 4 avril 2012      | 978-2-82030-325-7 |
| 5  | 10 mai 2012       | 978-4-09-134469-4 | 6 mars 2013       | 978-2-82030-625-8 |
| 6  | 10 janvier 2013   | 978-4-09-135055-8 | 18 septembre 2013 | 978-2-82030-757-6 |
| 7  | 10 septembre 2013 | 978-4-09-135465-5 | 12 mars 2014      | 978-2-82031-670-7 |
| 8  | 9 mai 2014        | 978-4-09-136114-1 | 22 octobre 2014   | 978-2-82031-803-9 |
| 9  | 10 février 2015   | 978-4-09-136804-1 | 1er juillet 2015  | 978-2-82032-043-8 |

## Drama
Une adaptation en drama de onze épisodes a été réalisée par Hiroyaki Matsuyama et diffusée sur Fuji TV entre le 13 janvier 2014 et le 24 mars 2014.

### Distribution
- Jun Matsumoto : Sōta Koyurugi
- Satomi Ishihara : Saeko Takahashi
- Asami Mizukawa : Karouko Inoue
- Kiko Mizuhara : Erena Kato
- Junpei Mizobata : Oliver Treluyer
- Kasumi Arimura : Matsuri Koyurugi
- Shigeaki Kato : Hiroaki Sekiya
- Ryuta Sato : Seinosuke Rikudo
- Naoto Takenaka : Makoto Koyurugi

## Distinctions
En 2011, le manga est nommé pour le Prix Manga Taishō. L'année suivante, il remporte le 36e prix du manga Kōdansha. En 2014, il est nommé pour le prix culturel Osamu Tezuka.

### Édition japonaise
Shōgakukan
1. 1 2  (ja) « Tome 1 ».
2. 1 2  (ja) « Tome 2 ».
3. 1 2  (ja) « Tome 3 ».
4. 1 2  (ja) « Tome 4 ».
5. 1 2  (ja) « Tome 5 ».
6. 1 2  (ja) « Tome 6 ».
7. 1 2  (ja) « Tome 7 ».
8. 1 2  (ja) « Tome 8 ».
9. 1 2  (ja) « Tome 9 ».

### Édition française
Kazé
1. 1 2  (fr) « Tome 1 ».
2. 1 2  (fr) « Tome 2 ».
3. 1 2  (fr) « Tome 3 ».
4. 1 2  (fr) « Tome 4 ».
5. 1 2  (fr) « Tome 5 ».
6. 1 2  (fr) « Tome 6 ».
7. 1 2  (fr) « Tome 7 ».
8. 1 2  (fr) « Tome 8 ».
9. 1 2  (fr) « Tome 9 ».